# Kapileswarapuram, East Godavari
Kapileswarapuram là một mandal thuộc huyện East Godavari, bang Andhra Pradesh, Ấn Độ.